# 파비안 휘르첼러
파비안 마르크 휘르첼러(Fabian Marc Hürzeler, 1993년 2월 26일 ~ )는 독일의 축구 감독이자 전 축구 선수이다. 현재 브라이턴 & 호브 앨비언 FC의 감독을 맡고 있다. 그는 만 31세의 나이로 프리미어리그 역사상 최연소 상임 감독이다.

## 선수 경력
휘르첼러는 10세의 나이에 바이에른 뮌헨 유소년팀에 입단하여 구단의 모든 유소년 팀을 거쳤다. 그는 독일 청소년 축구 국가대표팀에서도 여러 연령대에서 활약하며 총 21경기에 출전했다. 그의 프로 선수 경력은 주로 독일 하부 리그에서 이루어졌으며, FC 바이에른 뮌헨 II, TSG 1899 호펜하임 II, TSV 1860 뮌헨 II 등에서 뛰었다. 22세의 나이에 사실상 프로 선수 경력을 마감했으나, 이후 FC 피핀스리트와 Eimsbütteler TV에서 아마추어 선수로 활동을 이어갔다.

## 지도자 경력

### 초기 경력
2016년, 휘르첼러는 오랜 기간 지도자 전향을 준비해왔으며, FC 바이에른 뮌헨 II 시절 동료였던 엠레 찬으로부터 “훌륭한 지도자 경력을 쌓을 것”이라는 평가를 받았다. 그는 독일 하부리그의 아마추어 구단인 FC 피핀스리트에 선수 겸 감독으로 합류하며 본격적으로 지도자 경력을 시작했다.
2018년, 휘르첼러는 독일 U-20 축구 국가대표팀과 독일 U-18 축구 국가대표팀의 수석 코치(코치진)로도 활동했다.
휘르첼러는 FC 피핀스리트를 이끌고 독일 5부 리그인 바이에른리가 주드(Bayernliga Süd)에서 4부 리그인 레기오날리가 바이에른(Regionalliga Bayern)으로 승격시켰다. 피핀스리드는 첫 시즌에는 강등을 피했으나, 다음 시즌에는 다시 바이에른리가로 강등됐다. 휘르첼러는 이후 1년 더 피핀스리트에 남아 팀을 이끌었다.

### FC 장크트파울리
2020년, 휘르첼러는 FC 장크트파울리의 수석코치로 선임되어 티모 슐츠 감독과 함께 일했다.
이와 함께 함부르크 지역 6부 리그 구단인 Eimsbütteler TV에도 합류하여, 2022년 팀을 5부 리그인 오버리가 함부르크(Oberliga Hamburg)로 승격시켰다.
2022년 12월 6일, 슐츠 감독의 경질 이후 휘르첼러는 장크트파울리의 감독 대행으로 임명되었고,
2주 뒤인 12월 23일, 좋은 성적을 바탕으로 정식 감독으로 선임되어 29세의 나이로 2. 분데스리가 최연소 감독이 되었다.
휘르첼러는 팀을 강등권 위기에서 구해내며, 2023년 4월까지 리그 10연승을 기록하는 등 장크트파울리를 승격권에 근접시켰다.
2023년 4월에는 만 30세의 나이로 UEFA 프로 라이선스를 취득했다.2024년 3월에는 장크트파울리와의 계약을 연장했으며,2024년 5월 12일에는 장크트파울리를 분데스리가로 승격시키는 데 성공했다.